# Xinglongwa
Xinglongwa (chinesisch 兴隆洼遗址, Pinyin Xīnglóngwā yízhǐ) ist eine nach dem Dorf Xinglongwa (兴隆洼村) benannte neolithische Stätte zwischen der Inneren Mongolei und Liaoning. Sie wurde 1983 ausgegraben. Die Xinglongwa-Kultur (兴隆洼文化,  Xīnglóngwā wénhuà) ist nach ihr benannt. Es ist die früheste neolithische Kultur auf dem Gebiet der Mandschurei. Der Fund lieferte wichtige Materialien zu Siedlungsformen des Neolithikums in Nordchina.
Die Kultur wird auf 6200–5400 v. Chr. datiert und war hauptsächlich im Einzugsgebiet der Flüsse Xiliao He (西辽河) und Daling He (大凌河) und am südlichen Fuß des Yan Shan (燕山) verbreitet. Einige der ältesten Keramiken wurden in den Xinglongwa-Stätten gefunden.
Die gefundenen Knochen und DNA-Rekonstruktionen zeigen starke mongolide (ostasiatische) Züge und sind mit großer Wahrscheinlichkeit Vorfahren der Tungusischen Völker, der Turkvölker, sowie der Mongolen.
Die Xinglongwa-Stätte steht seit 1996 auf der Liste der Denkmäler der Volksrepublik China (4-6).